# Bauhinia natalensis
Bauhinia natalensis és una espècie de planta de la família de les lleguminoses que es distribueix pel sud d'Àfrica i per Àfrica tropical. És un arbust perenne que es troba en zones càlides, diversos tipus de bosc, sabana, matollars i sovint a zones de major precipitació. Es tracta d'un arbust arrodonit delicat versàtil amb fulles en forma de papallona. La distribució es restringeix a Transkei, Cap de l'Est i la franja costanera sud de KwaZulu-Natal.

## Descripció
Aquesta bella flor ornamental, és d'un creixement relativament ràpid i d'aquí a uns anys arribarà a la seva mida madura de 2,5 x 3 m.
Les fulles, en forma distintiva de papallona, estan dividides, quasi completament, en dos lòbuls arrodonits, quasi semi-circulars i en Bauhinia natalensis són molt més petits que qualsevol de les altres espècies de Sud-àfrica.

### Flors
Les flors són blanques, lleugerament delicades i amb fragància d'azalea, aquesta planta pot estar gairebé completament coberta de flors per a un llarg període durant tot l'estiu, de novembre a abril. Els pètals són lleugerament ovals i arrugats i es fan encara més atractius per un dels pètals que té una franja central de color rosa o vermell. Els següents dos pètals tenen una franja prima més lleugera i els altres dos són blancs i plans. Els fruits són unes petites beines de 70 x 100 mm, són de color marró daurat amb puntes afilades, transmeses de gener a juny; que s'obren a la maduresa, dispersant les llavors de color marró.
http://www.plantzafrica.com/plantab/bauhinnatal.htm Arxivat 2015-03-19 a Wayback Machine.

## Taxonomia
El gènere Bauhinia va ser establert per Linné en 1753 i rendeix homenatge als germans Johan i Caspar Bauhin, tots dos botànics i herbolaris des del segle xvi. El nom de l'espècie natalensis fa referència a la zona on aquesta espècie es presenta més comunament.
El nom comú afrikaans beesklou (peu guanyat) s'aplica a la majoria dels bauhinias i es refereix a la semblança de la fulla a la petjada dels animals de peülla dividida.

## Usos
Moltes de les gairebé 300 espècies de Bauhinia (arbres d'orquídies o peus de camell) són temes populars dels jardins a causa del seu fullatge decoratiu i flors ornamentals i són àmpliament conreats en regions tropicals o subtropicals del món. Alguns s'utilitzen per la seva fusta. Comú a tots els membres d'aquesta família, són les fulles de dos lòbuls, fruits en beina i flors vistoses. Els noms comuns del gènere es refereixen respectivament a la forma de la flor i la forma de les fulles que s'assemblen a peu d'un camell quan s'estén plana.